# No está solo
No Está Solo es una novela del escritor italiano Sandrone Dazieri publicada en el año 2015 por editorial Alfaguara. Narra las peripecias de dos investigadores, la policía Colomba Caselli y el peculiar Dante Torre que van tras la pista de un niño secuestrado. Con motivo de su publicación, Dazieri declaró la muerte de la novela negra y el renacimiento del thriller como género. La novela tiene dos secuelas tituladas El Ángel y El Rey.

## Argumento
Cuando una mujer aparece asesinada a las afueras de Roma y su hijo se da por desaparecido todas las sospechas de la policía se centran en el marido de la víctima, pero para la dura y hosca comisaría Colomba Caselli hay algo que no cuadra.
Siguiendo una recomendación de su jefe, Colomba se pone en contacto con Dante Torre, conocido también como «el niño del silo», un curioso personaje con grandes dotes para la deducción, la observación y la interpretación de pequeños gestos en la gente. Dante fue víctima de un secuestro cuando era niño y estuvo encerrado en un silo durante años, hasta que consiguió escapar.
Cuando llegan a la escena del crimen Dante comprueba horrorizado que el asesino y secuestrador le ha dejado un mensaje personal, un pequeño silbato que conecta el secuestro del niño con el suyo propio.
Al principio Colomba no le cree y llega a pensar que está paranoico, pero muy pronto se da cuenta de que más niños han desaparecido a lo largo de los años y todo parece indicar que el secuestrador es el mismo: «El padre». El mismo que secuestro a Dante y lo mantuvo prisionero en un silo.

## Personajes principales
- Colomba Caselli: una dura y atractiva policía que está pasando por horas bajas y se cuestiona su labor. Tiene mal genio y sufre de estrés postraumático.
- Dante Torre: un investigador que va por libre y que presta su asesoramiento a cambio de dinero. Está obsesionado con el café y se automedica constantemente. Sufre claustrofobia y seguramente Síndrome de Asperger.
- «El padre»: el psicópata que secuestro a Dante cuando era un niño. Le educó durante años de una manera brutal, encerrado en el reducido espacio de un silo, pero Dante nunca logró verle la cara, al llevar un pasamontañas. La policía lo identificó con el dueño del silo, que apareció ahorcado, pero Dante nunca ha creído esa versión.
- Alberti: policía novato que adora a Colomba y la ayuda en la investigación aunque esto suponga quebrantar las normas.